# Alejandro Alonso
Alejandro César Alonso (Buenos Aires, 3 maggio 1982) è un ex calciatore argentino, di ruolo centrocampista.